# Štěpán Kučera
Pour les articles homonymes, voir Kucera.
Štěpán Kučera, né le 11 juin 1984 à Prague, est un footballeur tchèque. C'est un défenseur gaucher.

## Carrière
Kučera commence sa carrière au Chmel Blšany. À 16 ans, il part au AC Sparta Prague et est intégré au noyau A en 2003. Il joue peu et en juin 2006, il est prêté au FK Jablonec 97. En janvier 2007, après un bon premier tour, le AC Sparta Prague le rappelle au club. En fin de saison, il quitte la Tchéquie et s'engage au FC Bruges. Il réalise une excellente préparation mais, juste avant le début de la compétition, il se blesse lors de la Supercoupe de Belgique contre le RSC Anderlecht. Après cette blessure, il a beaucoup de mal à s'imposer.

## Statistiques
| Saison  | Club             | Pays     | Championnat    | Match | Buts |
| ------- | ---------------- | -------- | -------------- | ----- | ---- |
| 2005/06 | AC Sparta Prague | Tchéquie | Gambrinus liga | 0     | 0    |
| 2006/07 | FK Jablonec 97   | Tchéquie | Gambrinus liga | 16    | 1    |
| 2006/07 | AC Sparta Prague | Tchéquie | Gambrinus liga | 10    | 0    |
| 2007/08 | FC Bruges        | Belgique | Division 1     | 5     | 0    |
| 2008/09 | AC Sparta Prague | Tchéquie | Gambrinus liga | 14    | 1    |
| 2008/09 | FK Jablonec 97   | Tchéquie | Gambrinus liga | 11    | 0    |
| 2009/10 | KSV Roulers      | Belgique | Division 1     | 19    | 0    |
| 2010/11 | SK Kladno        | Tchéquie | Druhá liga     | 3     | 1    |

## Palmarès
- Champion de Tchéquie en 2007 (AC Sparta Prague)
- Vainqueur de la Coupe de Tchéquie en 2006 et 2007 (AC Sparta Prague)